# BMW M2
Das BMW M2 Coupé ist ein Sportcoupé und die höchstmotorisierte Version der 2er-Reihe von BMW.

## M2 (F87, 2015–2021)

### Geschichte
Im Oktober 2015 wurde das M2 Coupé (F87) im Internet der Öffentlichkeit vorgestellt. Die Serienproduktion im BMW-Werk Leipzig startete am 19. Oktober 2015, die offizielle Messepremiere fand auf der NAIAS 2016 statt und die Auslieferung der ersten Fahrzeuge war für April 2016 vorgesehen. Es ist unterhalb des M4 und oberhalb des BMW M240i angesiedelt.
Im Juli 2017 wurden die 2er-Coupés modellgepflegt. Dabei wurden Scheinwerfer und Rückleuchten verändert, der Tacho modernisiert (Black Panel Tacho) sowie das Infotainmentsystem angepasst. LED-Scheinwerfer wurden zur Serienausstattung.
Im September 2018 führte BMW den M2 Competition ein und veränderte den Motor des M2, er leistet 30 kW (40 PS) mehr als beim vorhergehenden Modell. Der 331 kW (450 PS) starke M2 CS wurde Anfang November 2019 vorgestellt. Er war nur als Coupé verfügbar.

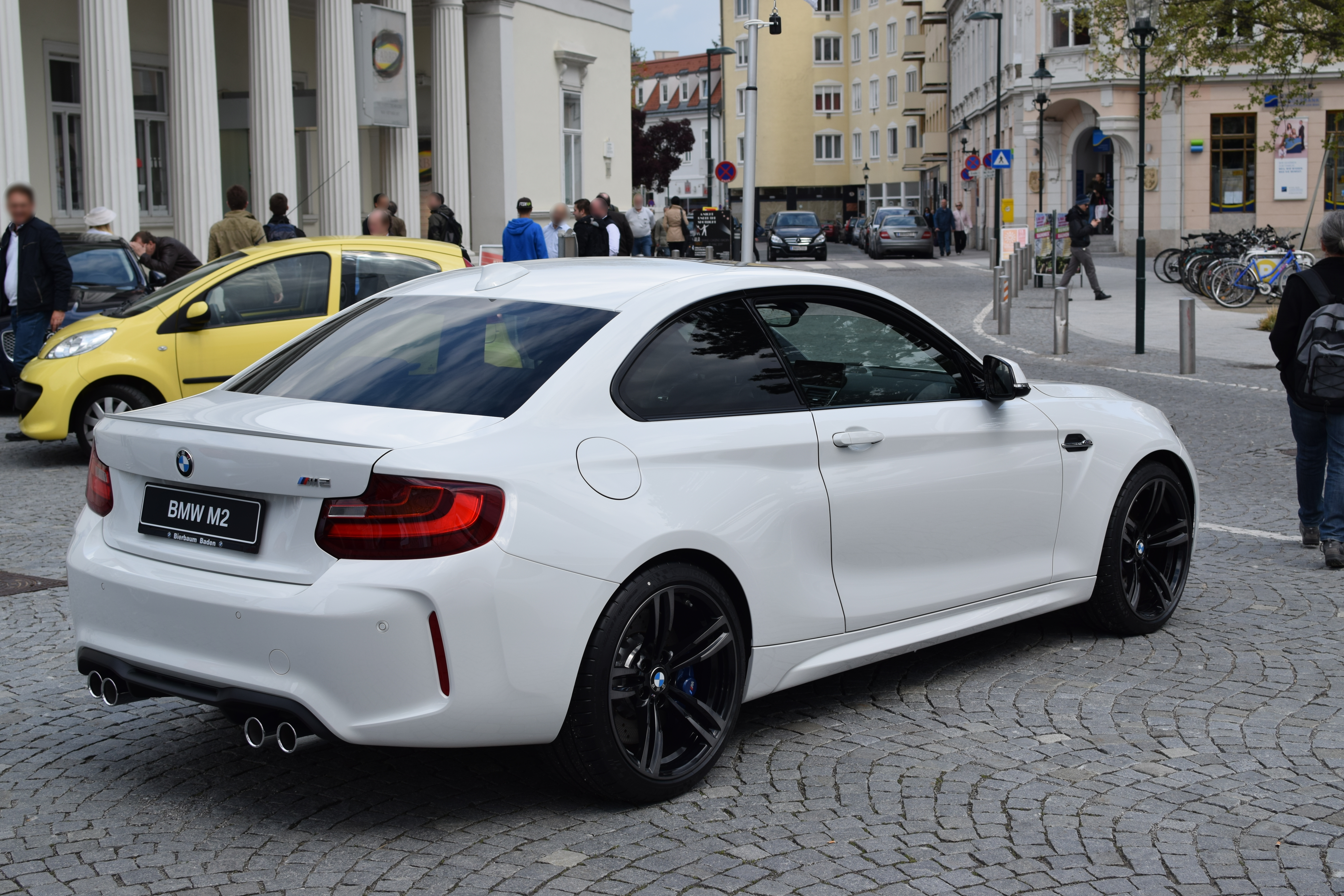
M2, Heckseitenansicht
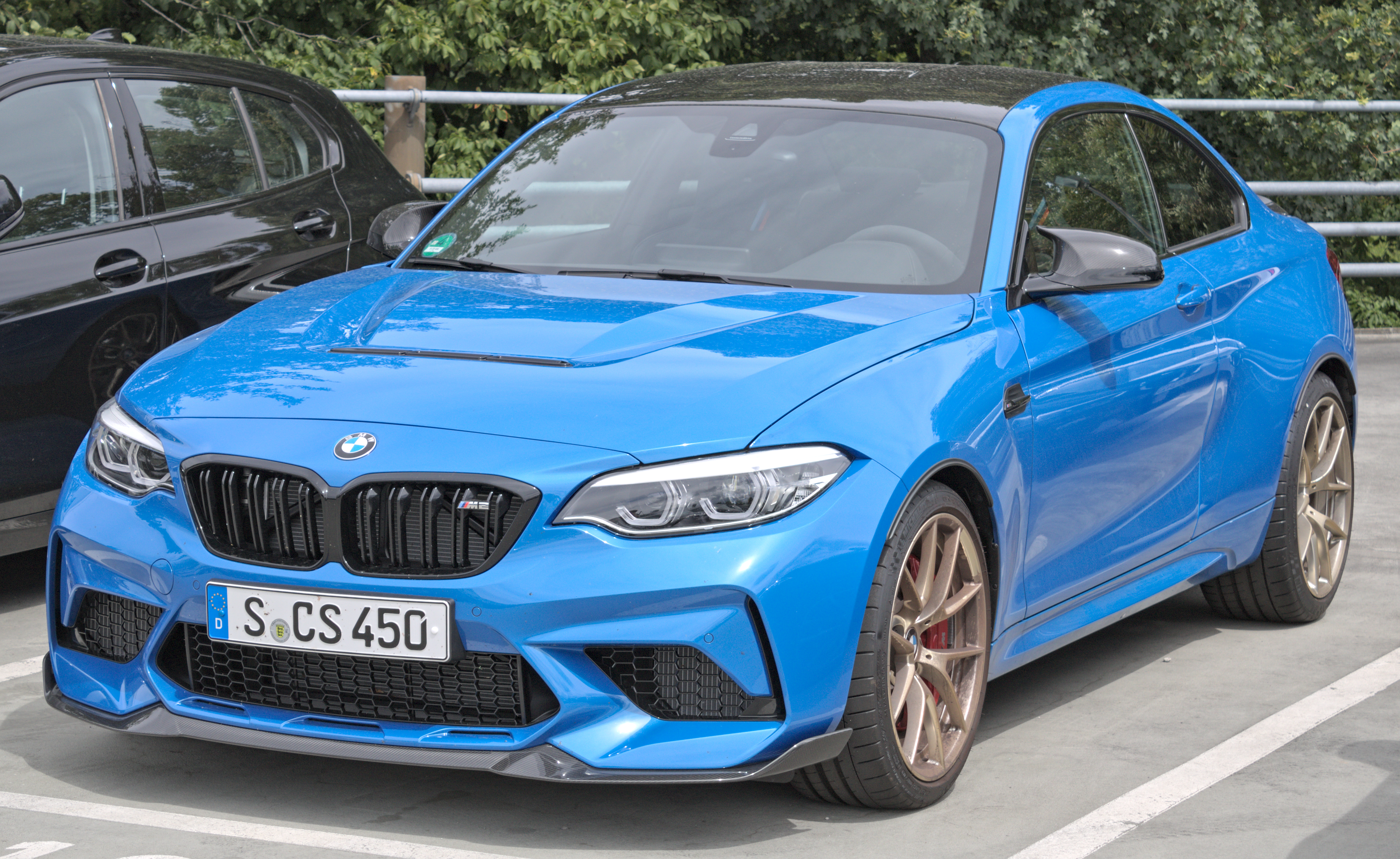
M2 CS
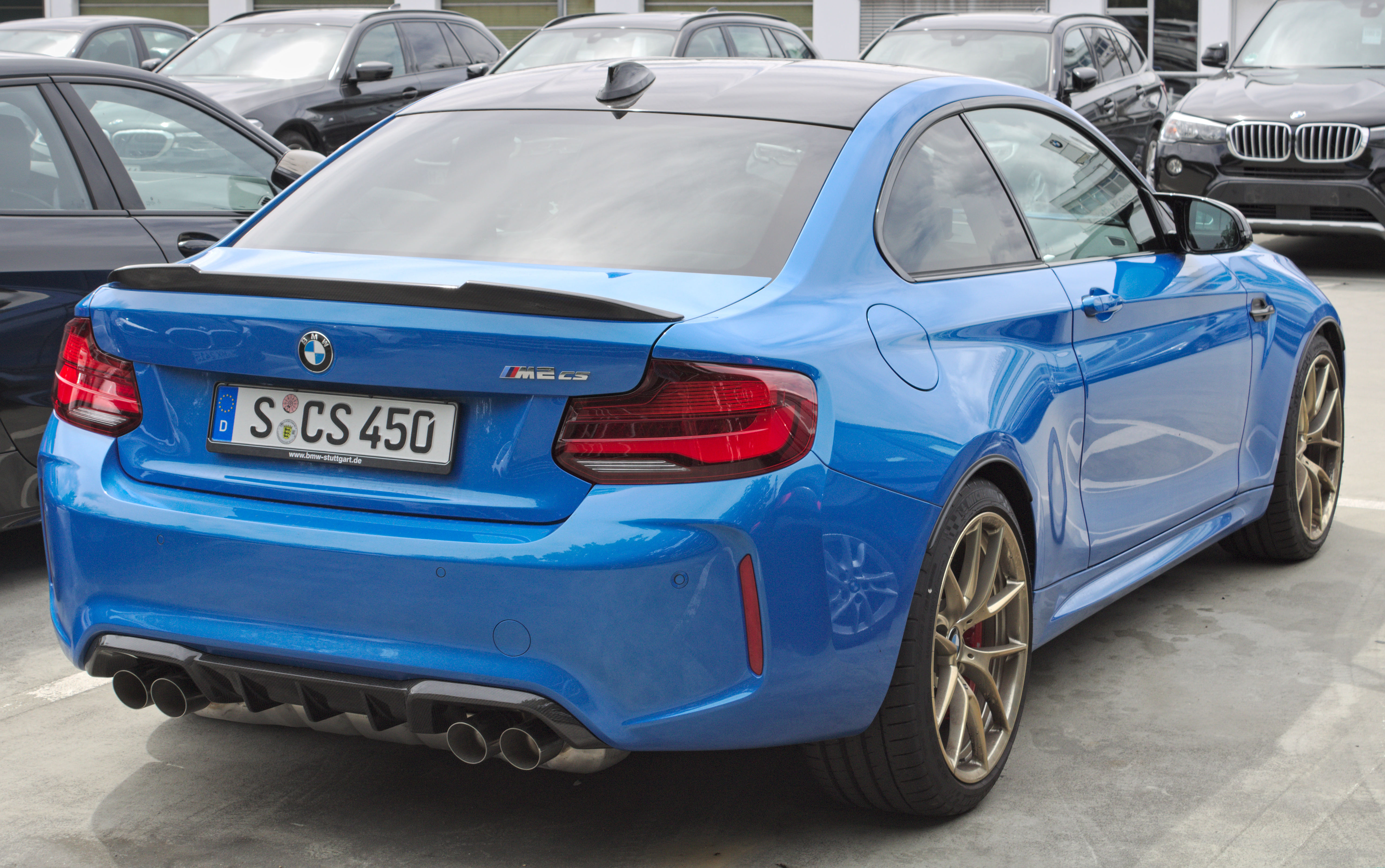
M2 CS, Heckseitenansicht

### Technik
Der Motor, der zusammen mit dem X4 M40i wenige Tage vorher vorgestellt wurde, basiert auf dem BMW N55, einem turbogeladenen Reihen-Sechszylindermotor mit 2979 cm³ Hubraum. Dieser bekam für den Einsatz im M2, um standfester zu sein, die geschmiedete Kurbelwelle, die Kurbelwellen-Hauptlagerschalen sowie die Kolben aus dem Schwestermodell S55. Er unterscheidet sich vom S55 unter anderem dadurch, dass er einen Turbolader weniger hat und somit eine geringere Leistung von 272 kW (370 PS) und im Modus „Overboost“ ein maximales Drehmoment von 500 Nm zwischen 1450 und 4750 min−1 entwickelt.
Zur Wahl stehen ein 6-Gang-Schaltgetriebe und ein 7-Gang-„M Doppelkupplungsgetriebe“; letzteres bewirkt trotz 35 Kilogramm mehr Gewicht eine verbesserte Beschleunigung und einen etwas geringeren Verbrauch.
Der Verbrauch des gegenüber dem M235i nochmals leistungsgesteigerten Motors liegt bei 8,5 l/100 km mit dem Handschaltgetriebe und 7,9 l/100 km mit dem optionalen Doppelkupplungsgetriebe im Drittelmix.
Das „M Doppelkupplungsgetriebe“ hat 7 Gänge und ein „Drivelogic“-System, das laut BMW speziell für die „M Hochdrehzahlmotoren“ ausgelegt ist. Die automatische Gangwahl ist auf beste Traktion ausgelegt, hinzu kommt eine Anfahrschlupfregelung (Launch Control), „Low Speed Assistance“ sowie eine Stopp-Start-System. Das Getriebe ermöglicht sehr schnelle Gangwechsel ohne Zugkraftunterbrechung. Dabei leiten zwei Teilgetriebe mit jeweils eigener Kupplung die Motorkraft abwechselnd an die Hinterräder weiter. Die Steuerung erfolgt automatisch oder manuell über Schaltwippen am Lenkrad oder den Schalthebel. Wie auch bei der „Launch Control“, die einen Start aus dem Stand mit maximaler Beschleunigung erlaubt, bedeutet dies: Schalten bei Vollgas, ohne Kupplungspedal, mit durchgehender Kraftübertragung. Die Drivelogic stellt hierfür sowohl im automatisierten (D-Modus) als auch im manuellen Betrieb (S-Modus) jeweils drei Schaltprogramme zur Wahl – von extrem sportlich bis komfortabel oder verbrauchsoptimiert.
Nicht nur das Doppelkupplungsgetriebe, auch Differential mit Lamellensperre und die gesamte Vorder- und Fünf-Lenker-Hinterachse, die teilweise aus Aluminium gefertigt sind, stammen vom M3 / M4. Die Durchmesser der Bremsscheiben betragen vorn 380 und hinten 370 mm.

### M2 Competition
Im April 2018 auf der Auto China in Peking präsentierte BMW mit dem M2 Competition eine um 30 kW (40 PS) leistungsgesteigerte Variante. Dafür griff BMW auf einen Motor aus der BMW-Motorenbaureihe BMW S55 zurück; er erfüllt im M2 und M4 schärfere Abgasbestimmungen. Denn er verfügt „in relevanten EU-Ländern“ über einen Ottopartikelfilter. Die Höchstgeschwindigkeit ist bei Wahl des sog. M Driver's Package, zu dem ein Gutschein für ein Fahrertraining gehört, statt bei 250 bei 280 km/h abgeregelt. Der M2 Competition wird seit September 2018 ausgeliefert.

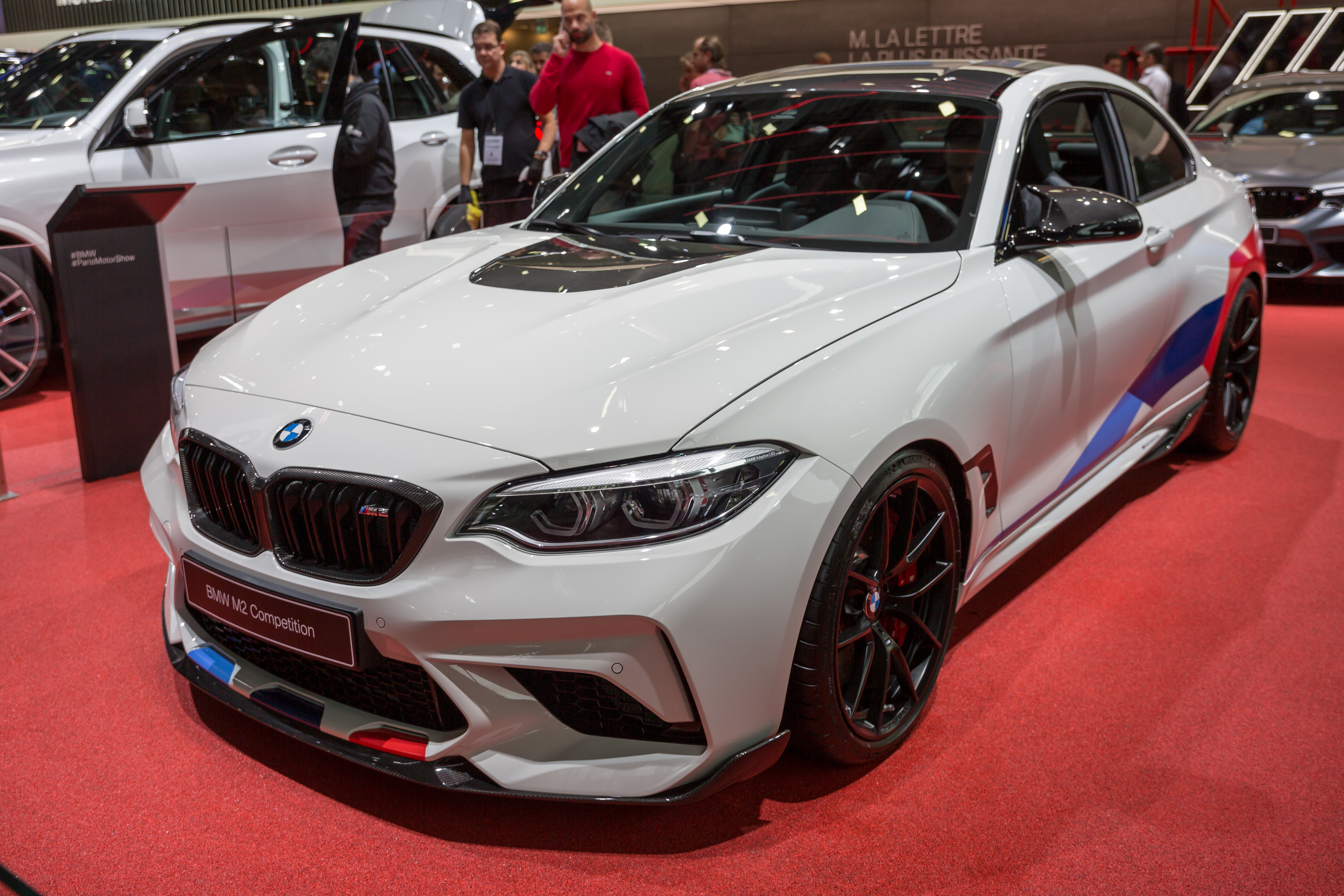
M2 Competition in M Performance-Ausstattung auf der Mondial de l’Automobile 2018
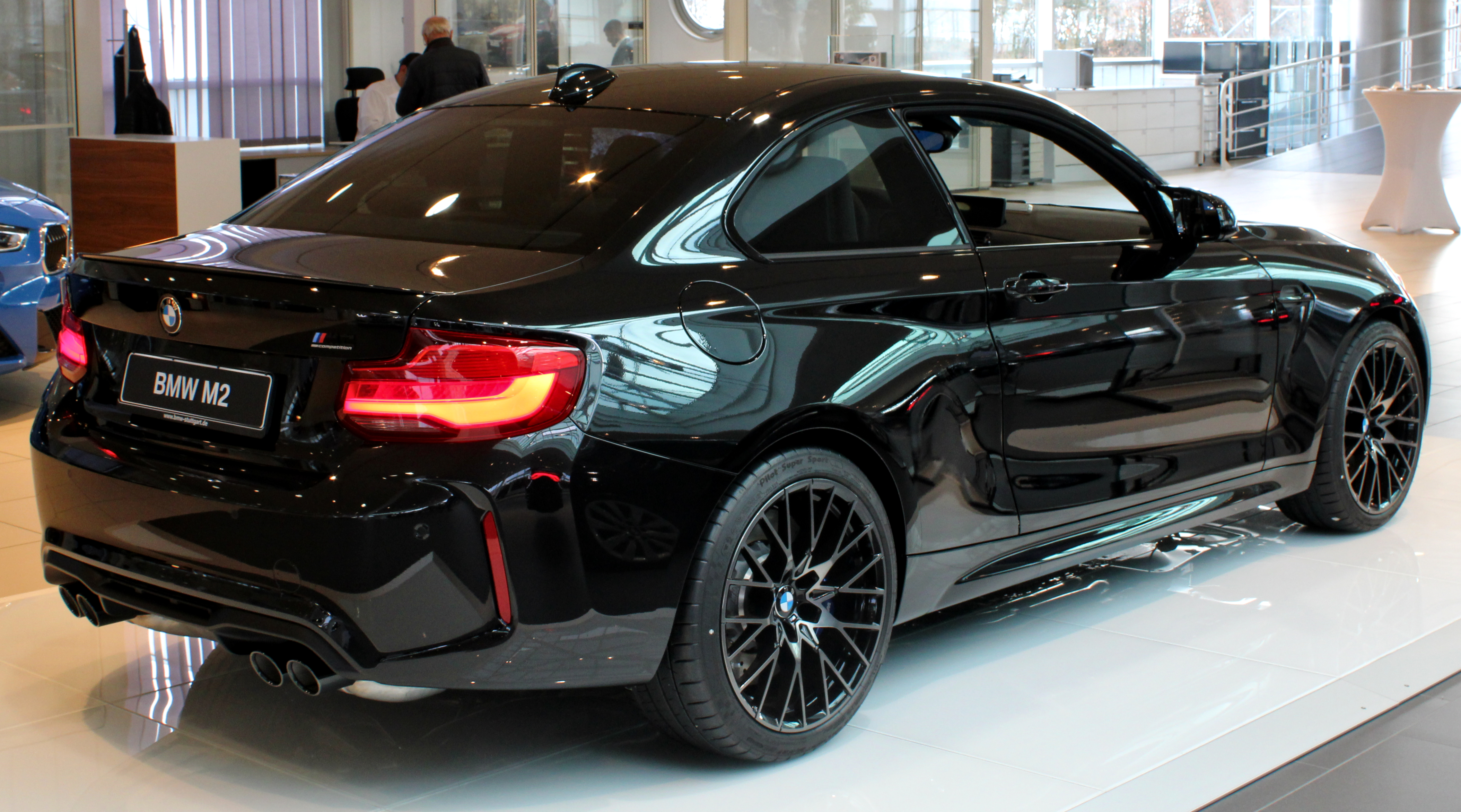
M2 Competition, Heckseitenansicht
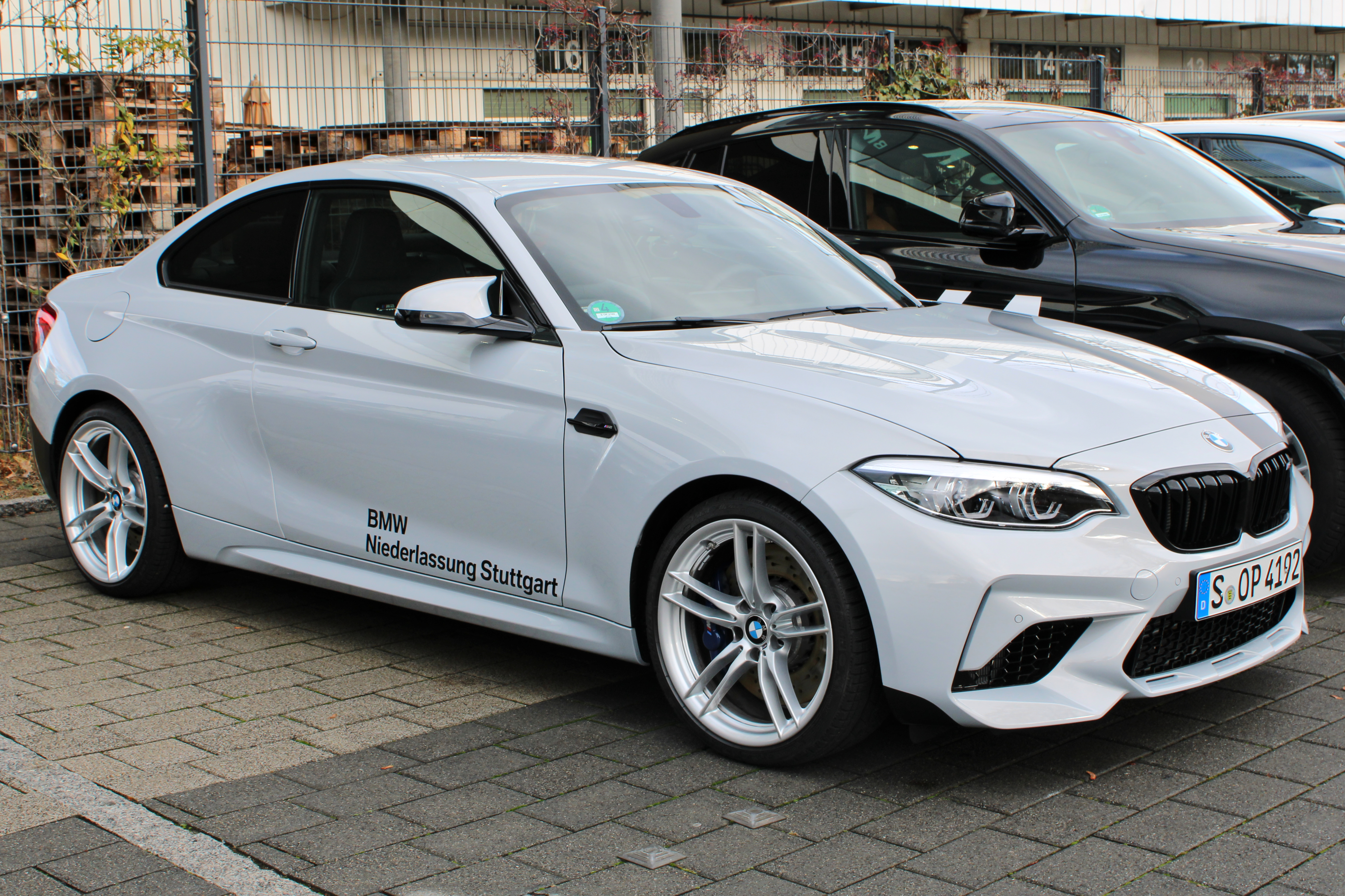
M2 Competition

### M2 CS
Beim M2 CS (die Bezeichnung steht für Competition Sport) wurde die Motorleistung auf 331 kW (450 PS) angehoben, Dach und Motorhaube bestehen bei diesem Modell aus kohlenstofffaserverstärktem Kunststoff (KFK); die Karosserie ist dadurch um 11,5 kg leichter. Dazu kommt an der vorderen Schürze ein Frontsplitter aus Sicht-KFK. Er hat serienmäßig eine Bremsanlage („M-Sportbremse“), deren Bremsscheiben größer sind als die des M2 Competition: 400-mm-Scheiben und Sechskolben-Sättel an der Vorderachse und 380 mm/4-Kolben hinten. Die Mittelkonsole im Innenraum ist auch aus KFK, was 2,5 kg Gewicht einspart.
Auf Wunsch ist eine Bremsanlage mit Bremsscheiben aus kohlenstofffaserverstärkter Siliciumcarbidkeramik lieferbar; sie hat eine größere Hitzebeständigkeit und ist 22 kg leichter.

### Technische Daten
|                                                                       | M2 Coupé                        | M2 Competition Coupé          | M2 CS                     |
| --------------------------------------------------------------------- | ------------------------------- | ----------------------------- | ------------------------- |
| Bauzeitraum                                                           | 10/2015–06/2018                 | 09/2018–07/2021               | 03/2020–09/2020           |
| Motor                                                                 | Ottomotor                       | Ottomotor                     | Ottomotor                 |
| Motorbauart                                                           | Sechszylinder–Reihenmotor       | Sechszylinder–Reihenmotor     | Sechszylinder–Reihenmotor |
| Gemischaufbereitung                                                   | Direkteinspritzung              | Direkteinspritzung            | Direkteinspritzung        |
| Aufladung                                                             | Twin-Scroll-Abgasturbolader (1) | Bi-Abgasturbolader            | Bi-Abgasturbolader        |
| Ventilsteuerung                                                       | Valvetronic                     | Valvetronic                   | Valvetronic               |
| Motortyp                                                              | N55B30                          | S55B30                        | S55B30                    |
| Hubraum                                                               | 2979 cm³                        | 2979 cm³                      | 2979 cm³                  |
| max. Leistung bei 1/min                                               | 272 kW (370 PS) bei 6500        | 302 kW (410 PS) bei 5230–7000 | 331 kW (450 PS) bei 6250  |
| max. Drehmoment bei 1/min                                             | 465 Nm (2) bei 1400–5560        | 550 Nm bei 2350–5230          | 550 Nm bei 2350–5500      |
| Getriebe, serienmäßig                                                 | 6-Gang-Schaltgetriebe           | 6-Gang-Schaltgetriebe         | 6-Gang-Schaltgetriebe     |
| Getriebe, optional                                                    | 7-Gang-DKG                      | 7-Gang-DKG                    | 7-Gang-DKG                |
| Antrieb, serienmäßig                                                  | Hinterradantrieb                | Hinterradantrieb              | Hinterradantrieb          |
| Beschleunigung, 0–100 km/h in s                                       | 4,5 [4,3]                       | 4,4 [4,2]                     | 4,2 [4,0]                 |
| Höchstgeschwindigkeit, km/h                                           | 250 270 (3)                     | 250 280 (3)                   | 280                       |
| Kraftstoffverbrauch (nach ECE-Fahrzyklus, kombiniert in l/100 km) (4) | 8,5 [7,9]                       | 9,8–10,0 [9,0–9,2]            | 10,2–10,4 [9,4–9,6]       |
| CO2-Emission, kombiniert in g/km (4)                                  | 199 [185]                       | 224–227 [206–209]             | 233–238 [214–219]         |
| Abgasnorm nach EU-Klassifikation                                      | Euro 6                          | Euro 6d-TEMP                  | Euro 6d-TEMP              |

 Technische Daten des M2 Technische Daten des M2 Competition
- Werte in [ ] Klammer gelten für DKG.

## M2 (G87, seit 2023)

### Geschichte
Auf Basis des G42 wurde am 12. Oktober 2022 die zweite Generation des M2 Coupé (G87) vorgestellt. Die Markteinführung erfolgte im April 2023. Im Juni 2024 erfolgte eine kleine Modellpflege. Die Baureihe wird wie auch das 2er Coupé im BMW-Werk San Luis Potosí, Mexiko, produziert.

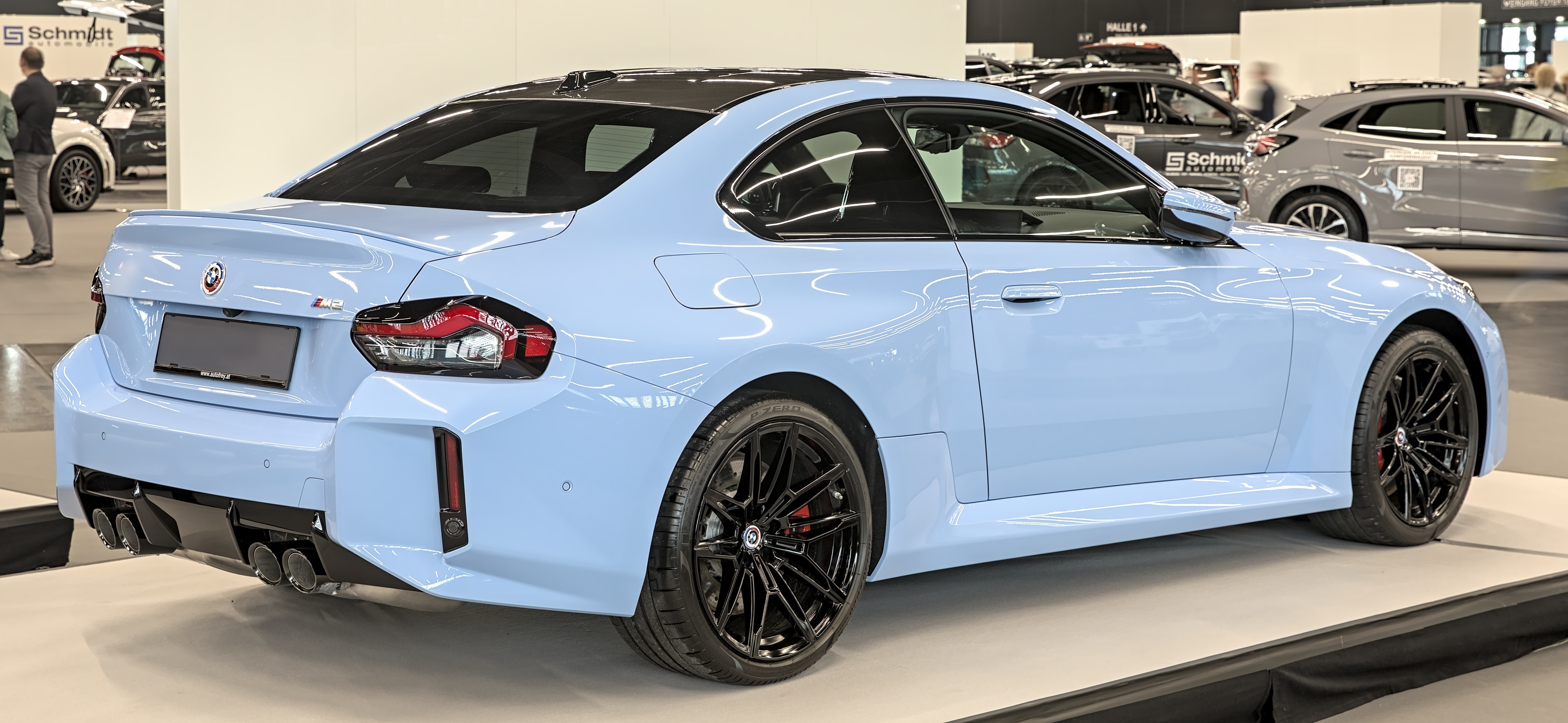
M2, Heckseitenansicht
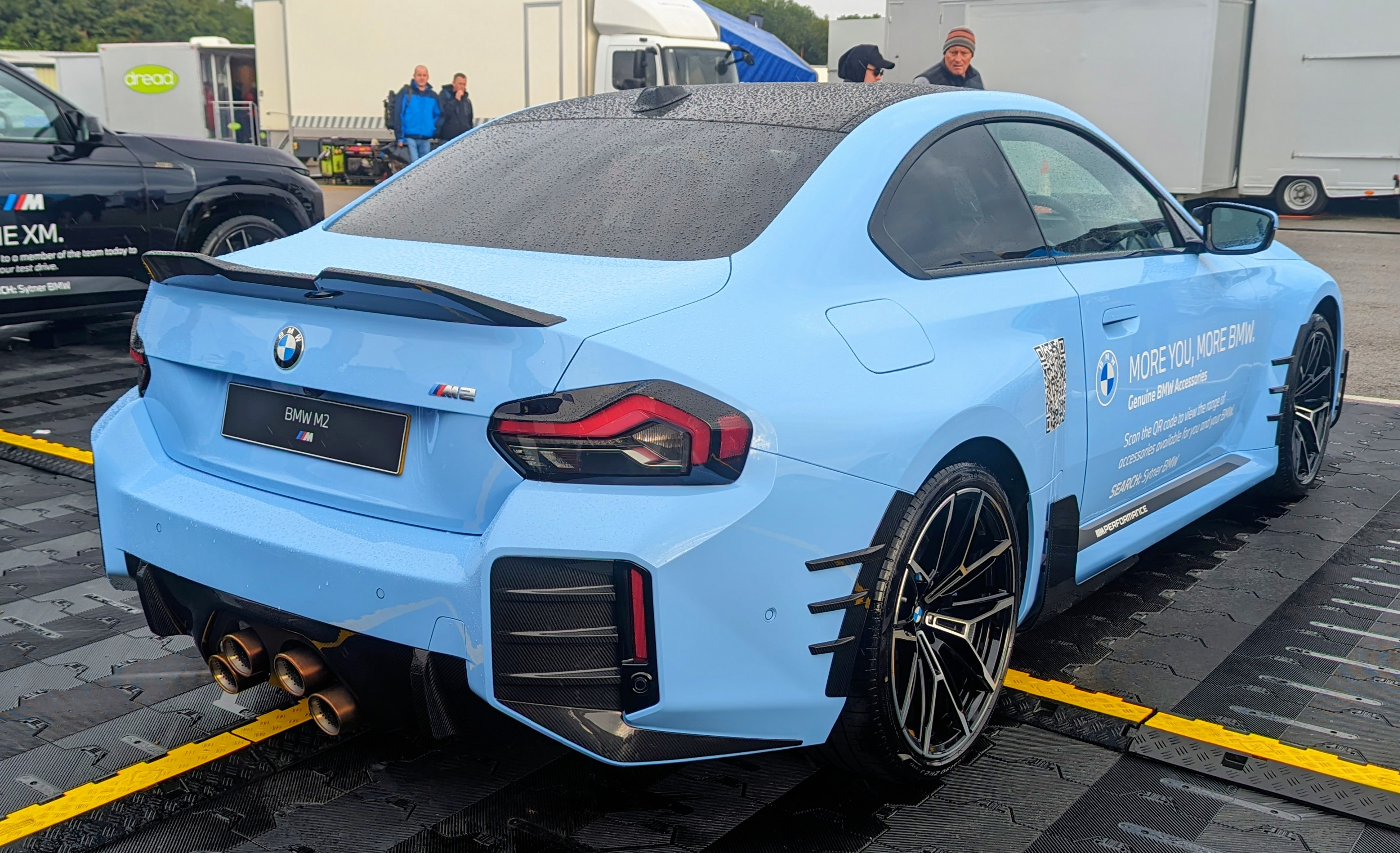
Mit Performance-Auspuffanlage

### Design
Der M2 hat eigene Front- und Heckschürzen, der Kühlergrill ist wie beim M3/M4 rahmenlos und hat ebenso waagerechte Streben. Der M2 ist in den eigenen Farbtönen Toronto Rot sowie Zandvoort Blau erhältlich. Im Innenraum gibt es ein Curved Display.

### Technik
Die Technik entspricht im Wesentlichen den größeren M3/M4-Modellen. So wird der M2 ebenso vom BMW S58, ein Reihensechszylinder mit Biturboaufladung, angetrieben. Im M2 leistet er zunächst etwa 15 kW weniger, maximal 338 kW (460 PS) bei 6250 min−1. Das Drehmoment beträgt wie in der M3/M4-Basisversion 550 Nm. Mit der Modellpflege 2024 stieg die maximale Leistung auf 353 kW (480 PS) und das maximale Drehmoment auf 600 Nm. Zur Wahl stehen entweder ein 6-Gang-Schaltgetriebe oder ein 8-Gang-Automatikgetriebe. Dabei beträgt die Gewichtsverteilung auf beide Achsen 50 : 50. Die Achsen stammen auch vom M4, haben jedoch leicht veränderte Federn; 35 kg an Streben und Versteifungen (Domstreben, integrierte Schwellerstreben, C-Säulen-Verstärkungen, Gepäckraumversteifungen, ein dreiteiliges Gitterfeld, das zu den Leichtbaukonstruktionselementen zählt (Schubfeld)), für die Hinterachse werden eingesetzt. Die Vorderradbremse hat sechs Kolben. Ein sechs Kilogramm leichteres Dach aus kohlenstofffaserverstärktem Kunststoff (Carbon), unter anderem bekannt aus dem Vorgängermodell M2 CS, zählt zu den Sonderausstattungen. Ebenso werden 10,8 kg leichtere KfK-Sitze angeboten, darüber hinaus als Zubehör eine 8 kg leichtere Auspuffanlage mit Titan-Endschalldämpfer und diagonal angeordneten Endrohren (Performance Parts). Zur Grundausstattung gehören ein Drift Analyzer, der  Dauer, Strecke und Winkel eines Driftmanövers festhält, und eine Rundenzeitenuhr (Laptimer).

### M2 CS
Auch diesen M2 gibt es wieder als sportlicheren CS. Diese Version wurde erstmals auf dem Concorso d’Eleganza Villa d’Este im Mai 2025 ausgestellt. Der Kofferraumdeckel hat einen größeren Heckspoiler ähnlich dem des Porsche 911 Carrera RS 2.7 aus den 1970er Jahren, der in Berichten als „Bürzel“ bezeichnet wird. Außerdem ist dieses Modell mit goldfarbenen Aluminium-Sternspeichenrädern ausgestattet. Die maximale Leistung wurde durch Veränderung der Motorsteuerung auf 390 kW (530 PS) gesteigert, das maximale Drehmoment liegt bei 650 Nm. Die Höchstgeschwindigkeit wird bei 302 km/h elektronisch begrenzt. Die Kraft wird hier ausschließlich über ein 8-Gang-Automatikgetriebe mit Schaltern am Lenkrad (Steptronic) übertragen. Die 20,8 km lange Nordschleife wurde mit dem Fahrzeug von einem Entwicklungsingenieur (notariell beglaubigt) in 7:25,5 min gefahren.

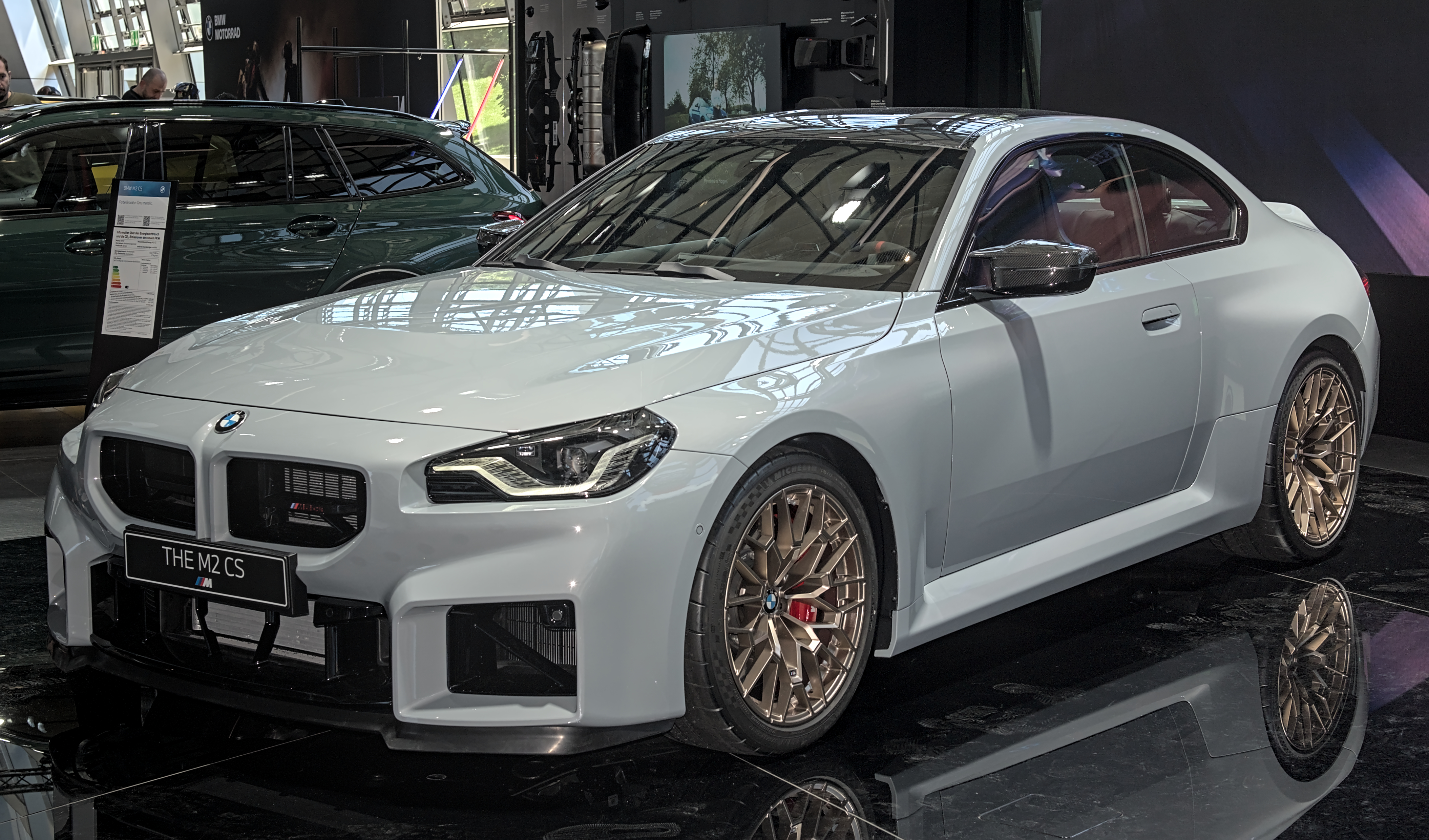
M2 CS
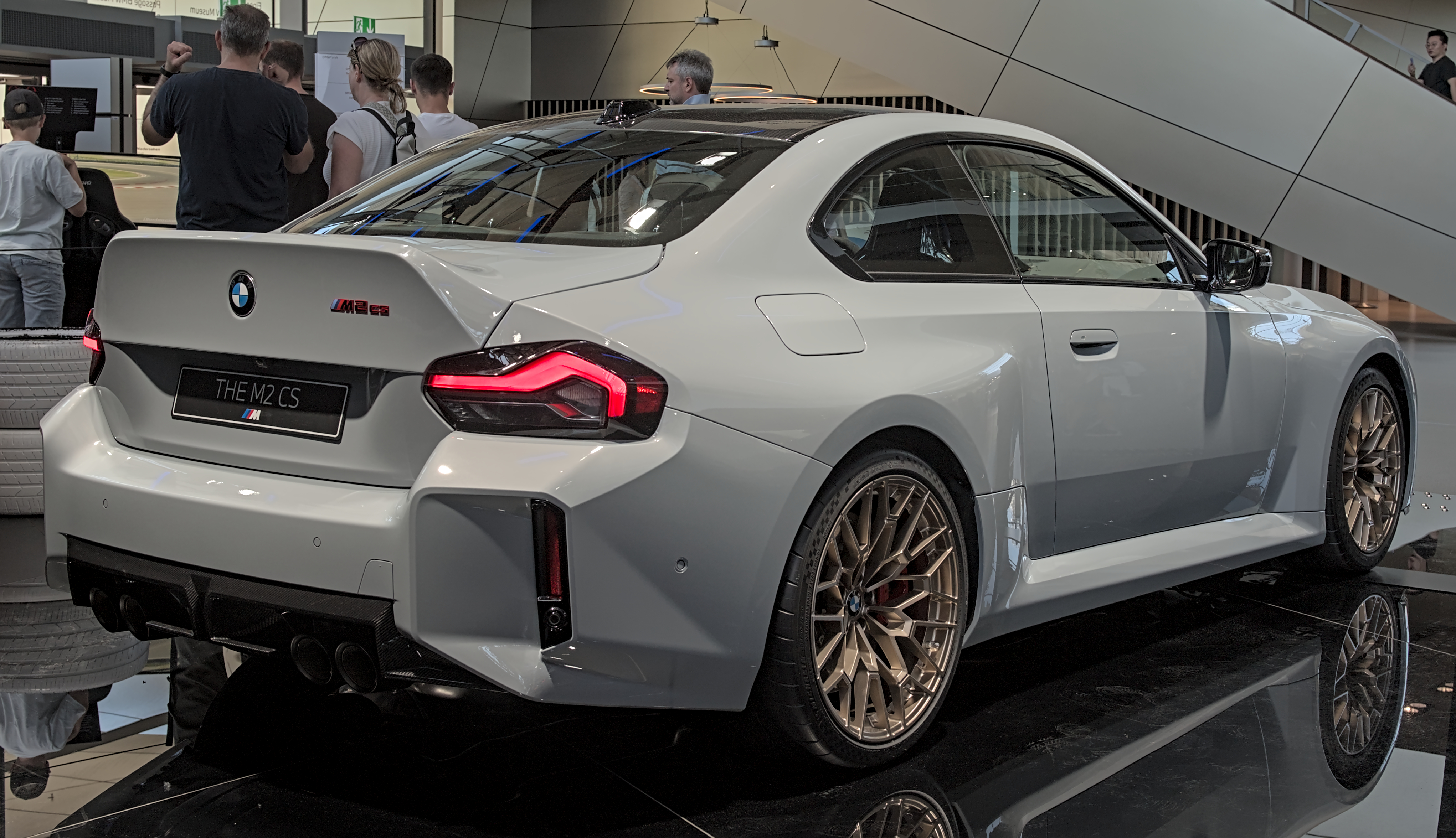
M2 CS, Heckseitenansicht
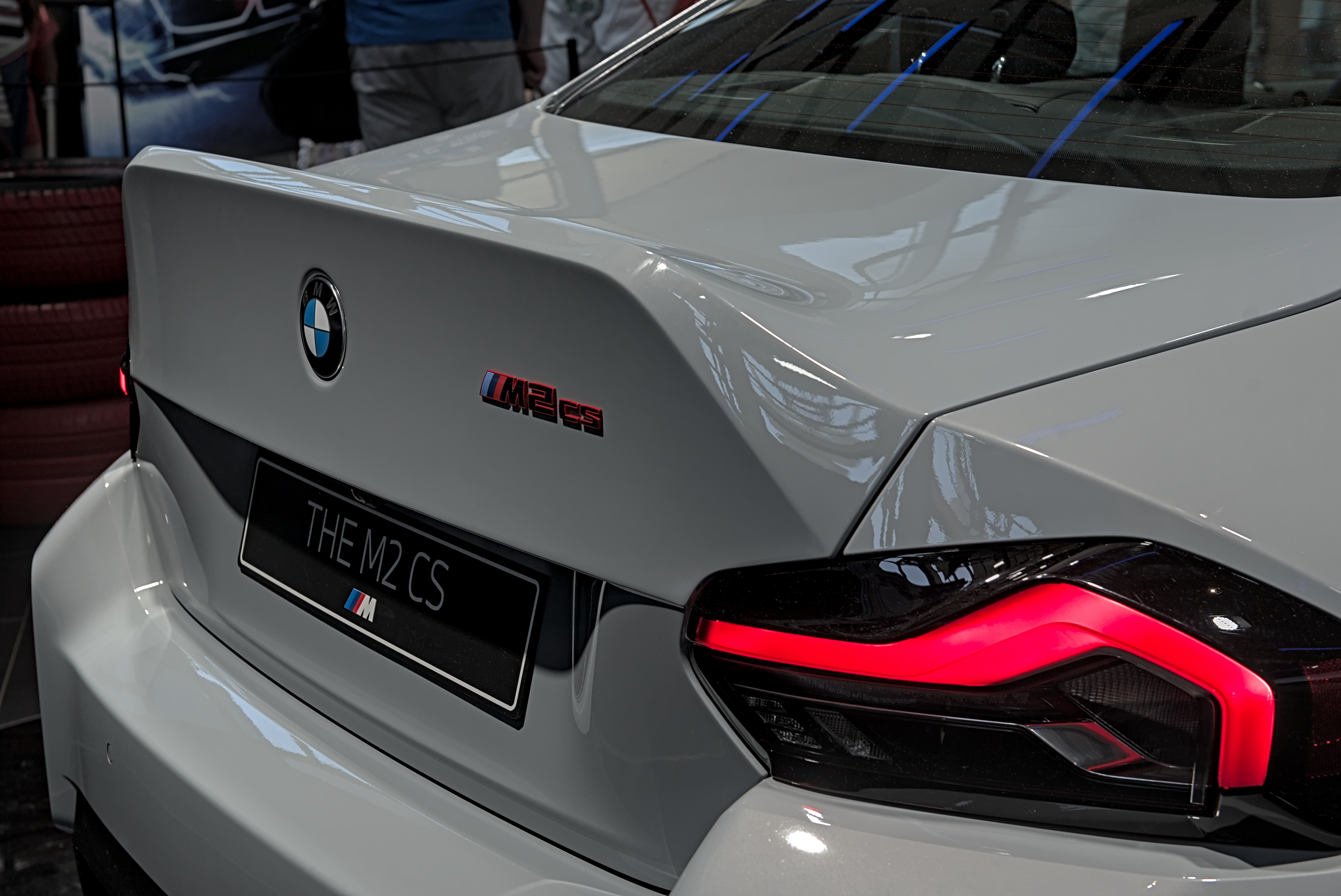
Kofferraumdeckel mit Bürzel

### Technische Daten
|                                                                       | M2 Coupé                  | M2 Coupé                  | M2 CS                     |
| --------------------------------------------------------------------- | ------------------------- | ------------------------- | ------------------------- |
| Bauzeitraum                                                           | 04/2023–06/2024           | seit 08/2024              | seit 05/2025              |
| Motor                                                                 | Ottomotor                 | Ottomotor                 | Ottomotor                 |
| Motorbauart                                                           | Sechszylinder–Reihenmotor | Sechszylinder–Reihenmotor | Sechszylinder–Reihenmotor |
| Gemischaufbereitung                                                   | Direkteinspritzung        | Direkteinspritzung        | Direkteinspritzung        |
| Aufladung                                                             | Bi-Abgasturbolader        | Bi-Abgasturbolader        | Bi-Abgasturbolader        |
| Ventilsteuerung                                                       | Valvetronic               | Valvetronic               | Valvetronic               |
| Motortyp                                                              | BMW S58                   | BMW S58                   | BMW S58                   |
| Hubraum                                                               | 2993 cm³                  | 2993 cm³                  | 2993 cm³                  |
| max. Leistung bei 1/min                                               | 338 kW (460 PS) bei 6250  | 353 kW (480 PS) bei 6250  | 390 kW (530 PS) bei 6250  |
| max. Drehmoment bei 1/min                                             | 550 Nm bei 2650–5870      | 600 Nm bei 2650–6130 (3)  | 650 Nm bei 2750–5730      |
| Getriebe, serienmäßig                                                 | 8-Gang-Automatikgetriebe  | 8-Gang-Automatikgetriebe  | 8-Gang-Automatikgetriebe  |
| Getriebe, optional                                                    | 6-Gang-Schaltgetriebe     | 6-Gang-Schaltgetriebe     | –                         |
| Antrieb, serienmäßig                                                  | Hinterradantrieb          | Hinterradantrieb          | Hinterradantrieb          |
| Beschleunigung, 0–100 km/h in s                                       | 4,3 [4,1]                 | 4,2 [4,0]                 | 3,8                       |
| Höchstgeschwindigkeit, km/h                                           | 250 285 (4)               | 250 285 (4)               | 302                       |
| Kraftstoffverbrauch (nach ECE-Fahrzyklus, kombiniert in l/100 km) (5) | 10,0–10,2 [9,6–9,8]       | 10,0–10,2 [9,6–9,8]       | 10,0                      |
| CO2-Emission, kombiniert in g/km (5)                                  | 226–230 [218–222]         | 226–231 [218–223]         | 226                       |
| Abgasnorm nach EU-Klassifikation                                      | Euro 6d                   | Euro 6e                   | Euro 6e                   |

- Werte in [ ] Klammer gelten für Automatikgetriebe.